# Kootenay-Est
Pour les articles homonymes, voir Kootenay (homonymie).
Kootenay-Est (aussi connue sous le nom de Kootenay-Est—Revelstoke) est une ancienne circonscription électorale fédérale de la Colombie-Britannique, représentée de 1917 à 1968 et de 1979 à 1997.
La circonscription de Kootenay-Est est créée en 1914 d'une partie de Kootenay. Abolie en 1966, elle est redistribuée parmi Kootenay-Ouest et Okanagan—Kootenay. 
La circonscription réapparait en 1976 avec des parties de Kootenay-Ouest et d'Okanagan—Kootenay. Elle devient Kootenay-Est—Revelstoke en 1977. Abolie en 1977, elle est redistribuée parmi Kootenay-Ouest—Revelstoke et Kootenay-Est. Cette dernière est intégrée dans Kootenay—Columbia en 1996.

## Géographie
En 1987, la circonscription de Kootenay-Est comprenait:
- Les districts régionaux d'East Kootenay, de Central Kootenay et de Columbia-Shuswap
- Les villes de Creston et de Golden

## Députés
1917 - 1968
1. 1917-1921 — Saul Bonnell, CON
2. 1921-1922 — Robert Ethelbert Beattie, PLC
3. 1922-1930 — James Horace King, PLC
4. 1930-1930 — Michael Dalton McLean, CON
5. 1930-1940 — Henry Herbert Stevens, CON et Reconstruction
6. 1940-1945 — George E. L. Mackinnon, CON
7. 1945-1949 — James Herbert Matthews, CCF
8. 1949-1958 — James Allen Byrne, PLC
9. 1958-1962 — Murray McFarlane, PC
10. 1962-1968 — James Allen Byrne, PLC (2)

1979 - 1997
1. 1979-1980 — Stan Graham, PC
2. 1980-1984 — Sidney James Parker, NPD
3. 1984-1988 — Stan Graham, PC (2)
4. 1988-1993 — Sidney James Parker, NPD (2)
5. 1993-1997 — Jim Abbott, PR

- CCF = Co-Operative Commonwealth Federation
- CON = Parti conservateur du Canada (ancien)
- NPD = Nouveau Parti démocratique
- PC = Parti progressiste-conservateur
- PLC = Parti libéral du Canada
- PR = Parti réformiste du Canada